# Symplecta anthracogramma
Symplecta anthracogramma är en tvåvingeart. Symplecta anthracogramma ingår i släktet Symplecta och familjen småharkrankar.

## Underarter
Arten delas in i följande underarter:
- S. a. anthracogramma
- S. a. malagasica